# Сироткин-Адамант, Василий Михайлович
Василий Михайлович Сироткин-Адамант (наст. фам. Сироткин) (26 февраля 1888, Алатырь, Симбирская губерния, Российская империя — 8 апреля 1938, Алатырь, Чувашская АССР, РСФСР, СССР) – российский и советский политический деятель, журналист, прозаик, поэт и драматург.

## Биография
Родился в 1888 году в городе Алатыре в русской семье.
Состоял в партии эсеров, впоследствии вступил в РКП(б).
Работал телеграфистом, журналистом, управляющим делами Алатырского отделения торговли, редактором газеты «Наша жизнь» (март — апрель 1922), председателем Союза советских журналистов (вскоре после избрания был произведен его роспуск в соответствии с решением II Всероссийского съезда журналистов, май 1919), секретарем II Алатырской рабочей (профсоюзной) конференции (окт. 1919). В алатырской газете «Путь революции», которая возглавлялась А. Мишенькиным, в работе активно участвовал В. Сироткин-Адомант.
В апреле 1923 года Союз деревообделочников Алатыря пытается наладить выпуск ежемесячного журнала «Факел», который должен был стать литературно-политическим и популярно-научным изданием. Редакторами его являлись В. Сироткин-Адамант и В. Смирнов-Симбирский. Из-за отсутствия финансовых средств вышло всего два номера. На втором сдвоенном номере (май—июнь, № 2-3) и тиражом 650 экземпляров издание прекращено.
С 5 мая 1922 г. по октябрь 1929 г. в Алатыре выходила «Трудовая газета», среди редакторов был В. Сироткин-Адомант. До 1926 года член Алатырского кружка писателей и поэтов, из которого вышел в 1926 году. В 1926 году был сотрудником республиканской общественно-политической газеты Чувашской АССР «Трудовая газета».
В 1935 году служащий Алатырской типографии № 2 Чувашгиза. Был женат (на 1928).
Арестован 21 декабря 1937 года и содержался под стражей в Алатырской тюрьме. Осуждён 26 декабря 1937 года Спецтройкой при НКВД ЧАССР (обвинение	— «Проводил враждебную деятельность против ВКП(б) и Советского правительства»); приговор	— «Заключить в ИТЛ сроком на 10 лет, считая срок с 21.12.1937 г.». Умер в местах заключения 8 апреля 1938 года.

## Память
Реабилитирован 8 января 1960 года Президиумом Верхсуда ЧАССР. Основание реабилитации «Постановление бывшей спецтройки при НКВД ЧАССР в отношении Сироткина-Адамант В.М. отменить и за недоказанностью обвинения дело производством прекратить».